# ストロベリーコーンズ
株式会社ストロベリーコーンズは、宅配ピザチェーン店を事業の中心とする日本の企業である。
宅配ピザ業界で初となるピザの味が4つに分かれたフォーシーズンズを考案した。

## 概要
現在の「株式会社ストロベリーコーンズ」は、仙台市に置かれた持株会社の「株式会社いちごホールディングス」の子会社となっており、仙台に本社、仙台支社や仙台研修センター、福田町工場などを置いている。
宅配ピザでは「ストロベリーコーンズ」「ナポリの窯」「シカゴピザ」という3つのブランドで27都道府県に展開している（2025年5月現在）。国内ではピザーラ、ドミノ・ピザ、ピザハットに続いて業界4位に位置する。海外ではカナダ・バンクーバー都市圏とアメリカ合衆国・ロサンゼルス近郊にそれぞれ1店舗がある。
他の宅配ピザチェーンがアニメやゲームとのコラボを積極的に行う中、ストロベリーコーンズは過去に『ドラえもん』とのタイアップを除いて行っていない。

## 沿革
創業者の宮下雅光は日本アイ・ビー・エムに勤務するサラリーマンだったが、事業家だった父親が経営に失敗した会社を整理するために退職し、実家のある仙台市に戻ることになった。宮下は事業を整理した後も東京へは戻らず、1975年に仙台市内でコーヒー専門店の経営を始めた。
さらに次の事業として、アメリカで一般的なチェーン展開のフードビジネスを模索しており、東京でブームとなっていたアメリカ式のアイスクリーム専門店として、1986年に「ストロベリーコーンズ荒町通店」を地元の仙台市でオープンさせた。商売は順調だったが、一時的なブームであることと冬季に売り上げが落ちるというアイス特有の問題を解決するため、同年11月にピザの宅配もスタートすることになった。同時に社名を「日本シンク株式会社」から「株式会社ストロベリーコーンズ」に商号変更を行った。
翌1987年（昭和62年）11月に同県塩竈市にフランチャイズ（FC）第1号店を開設し、全国展開が始まった。
1988年（昭和63年）から効率化のため顧客情報や従業員の管理にコンピュータを導入した。IT企業出身である宮下の知見が生かされ、コンピュータの操作に詳しくない者でも扱える専用のシステムを自前で構築した。
2003年（平成15年）4月、「株式会社ストロベリーコーンズ」は「株式会社いちごホールディングス」（仙台市）に商号変更して持株会社に移行し、会社分割によって100%子会社の「株式会社ストロベリーコーンズ」（宅配ピザ事業）と「株式会社NEXT DINING」（レストラン事業）を新設した。また、業務提携によりモスバーガーの宅配サービスを本格化するが、後に解消。
2003年（平成15年）9月、酒類販売自由化に合わせて酒類小売販売免許を申請し、酒類の宅配も開始。
2006年（平成18年）4月、「株式会社ストロベリーコーンズ」と「株式会社NEXT DINING」が合併し、「株式会社ストロベリーコーンズ」となった。
2007年（平成19年）4月（株）ストロベリーコーンズが宮城県名取市に「おやつショップ苺三越名取店」を開設し、新業態の展開を開始。
2008年（平成20年）12月20日、カナダ・ブリティッシュコロンビア州リッチモンド（メトロバンクーバー）に北米第1号店をFC方式で開店。
オリコンによる宅配ピザ顧客満足度ランキング（2009年（平成21年）度版）では、「ナポリの窯」が10項目のうち6項目で1位を獲得して総合1位となり、「ストロベリーコーンズ」は総合5位の評価を得た。
2009年（平成21年）12月3日、アメリカ合衆国・カリフォルニア州ロサンゼルス郡サン・ガブリエルのショッピングセンター内に同国1号店をFC方式で開店。
2010年（平成22年）2月、タレントの田中義剛が経営する、花畑牧場とのコラボレーション企画でカチョカヴァロと、生キャラメルを使用したピザやデザートを発売開始した。「ナポリの窯」は、「カチョカヴァロ」チーズをベースに、バジルソースとペペロンチーノソースで仕上げたハーフ＆ハーフ「ピッツァ カチョカヴァロ」（1880～2580円）と、ピザ生地に「生キャラメル」をかけ、相性の良いバナナ・ミックスナッツを組み合わせた「生キャラメル de バナナナッツ」（1500円）の2種類を発売。「ストロベリーコーンズ」では、「カチョカヴァロ」とカマンベールの2種類のチーズにホワイトソースをからめた「カチョカヴァロとカマンベール～ベシャメル仕立て～」（1180～2980円）と、「生キャラメル」のコクのある甘みにイチゴとマンゴーの酸味が利いたハーフ＆ハーフ「生キャラメル de いちご＆マンゴー」（1080～1780円）の2種類が販売される。また、キャラメルクッキージェラートとコーンフレークの上に、新鮮なバナナと生クリームをデコレーションし、「生キャラメル」クリームで仕上げた「バナナ生キャラメルサンデー」（420円）は、両ブランドで販売される。
2010年（平成22年）12月1日、オリコン顧客満足度（CS）ランキングの2011年度「宅配ピザ」ジャンルにおいて、「ナポリの窯」が総合第1位にランクイン。
2011年（平成23年）2月、ナポリの窯では、2010年2月に業界初のコラボレーションを実現した花畑牧場のチーズを使用したピッツァの第2弾として、花畑牧場の「ラクレット」チーズと人気の「プリマベーラ」ピッツァの彩り鮮やかな野菜と一緒に焼き上げた新商品「花畑牧場ラクレットのプリマベーラ」を販売開始。
2011年（平成23年）5月、花畑牧場とのコラボレーション企画の第2弾として「フォーシーズンズ夏カチョカヴァロ」を発売開始した。
2011年（平成23年）7月、花畑牧場とのコラボレーション企画の第3弾として「フォーシーズンズ秋カチョカヴァロ」、焼栗と生キャラメルの「ドルチェピッツァ」等を発売開始。
2018年 (平成30年) 8月からは同社が所有する仙台市内のビルにて「串カツ田中」をフランチャイズにて始める。これはイタリアンレストランの失敗の影響を受けたものである。結果的にグループ内で他社の看板を使って営業する初めての試みとなった。
2023年 (令和5年) 5月、経営破綻した株式会社シカゴピザの破産管財人から「シカゴピザ」と「どんぶり名人」の商標並びに一部事業を譲受。「シカゴピザ」と「どんぶり名人」は同年6月にストロベリーコーンズによる営業がスタートした
2024年11月、会長で創業者の宮下雅光が死去。2025年1月、宮下と生前に交流があった木野将徳が社長を務めるエックスモバイルが、いちごホールディングスを株式取得により子会社化した。

## 店舗
- 宅配ピザ
  - ストロベリーコーンズ
  - ナポリの窯
  - シカゴピザ
- レストラン
  - Italian Dining
  - 苺
  - おやつショップいちご
  - ナポリの台所
  - うまいもん苺
  - 苺小町
  - 小倉小町
  - どんぶり名人
- 串カツ田中 (FC)
  - 仙台店

## スポンサー
2002年（平成14年）から2003年（平成15年）まで、Jリーグ・ベガルタ仙台のユニフォームスポンサーを務めた。
同時期には『ドラえもん』とタイアップを行っており、番組のスポンサーとなっていた。また直後に放送されていた『クレヨンしんちゃん』でもスポンサーとなっていた時期がある。